# Melitaea gina
Melitaea gina is een vlinder uit de familie Nymphalidae. De wetenschappelijke naam van de soort is voor het eerst geldig gepubliceerd in 1941 door Higgins.